# Estación de Móstoles-El Soto
Móstoles-El Soto es una estación ferroviaria situada en el municipio español de Móstoles, en la Comunidad de Madrid. Se encuentra ubicada junto a la calle Granada, en el barrio de El Soto. Las instalaciones constituyen la estación término del trazado y disponen de un anexo formado por una amplia playa de vías para apartadero. Forma parte de la línea C-5 de Cercanías Madrid y su tarifa corresponde a la zona B2 según el Consorcio Regional de Transportes.

## Situación ferroviaria
La estación forma parte de la línea férrea de ancho ibérico Móstoles-Parla, punto kilométrico 20,8.

## Historia
La estación abrió al público en 1978 con la prolongación de la línea Aluche-Móstoles unos kilómetros al oeste, hacia Villaviciosa de Odón, denominándose al principio Villaviciosa de Odón —a pesar de que el recinto no está ubicado en su término municipal—. En el momento de su inauguración la explotación corría a cargo de la empresa estatal RENFE. El 24 de septiembre de 1989, cuando se incorporó a la red de Cercanías Madrid como parte de la entonces línea C-6, se cambió el nombre por el actual. No cuenta con acceso para personas con movilidad reducida. Desde 2025, la estación dispone de teleindicadores en los andenes, siendo de las últimas estaciones de la red de Cercanías Madrid en recibirlos, quedando pendientes las estaciones de Zarzaquemada y Getafe Industrial. 

## Líneas y conexiones

### Cercanías
| procedencia/destino                                                             | < estación | Línea | estación > | destino/procedencia |
| ------------------------------------------------------------------------------- | ---------- | ----- | ---------- | ------------------- |
| Humanes FuenlabradaH                                                            | Móstoles   |       | terminal   | terminal            |
| HLa mitad de los trenes tienen como origen y destino la estación de Fuenlabrada |            |       |            |                     |

### Autobuses
| Diurnos |                             |                                                 |               |
| Línea   | Destino                     | Parada                                          | Operador      |
| 3       | Pol. Ind. Las Nieves        | 08623 Granada-Est. Móstoles El Soto             | Arriva Madrid |
| 3       | Pradillo                    | 11355 Granada-Est. Móstoles El Soto             | Arriva Madrid |
| 6       | Urb. Parque Guadarrama      | 11359 Av. Abogados Atocha-Est. Móstoles El Soto | Arriva Madrid |
| 6       | Universidad Rey Juan Carlos | 11360 Av. Abogados Atocha-Est. Móstoles El Soto | Arriva Madrid |

| Diurnos |                                           |                                                 |                |
| Línea   | Destino                                   | Parada                                          | Operador       |
| 519     | Villaviciosa de Odón (El Bosque)          | 08623 Granada-Est. Móstoles El Soto             | Arriva Madrid  |
| 519A    | Villaviciosa de Odón (por El Soto)        | 08623 Granada-Est. Móstoles El Soto             | Arriva Madrid  |
| 524     | Madrid (Príncipe Pío)                     | 08623 Granada-Est. Móstoles El Soto             | Arriva Madrid  |
| 519     | Móstoles (FF.CC.)                         | 11355 Granada-Est. Móstoles El Soto             | Arriva Madrid  |
| 519A    | Móstoles (Hospital Rey Juan Carlos)       | 11355 Granada-Est. Móstoles El Soto             | Arriva Madrid  |
| 524     | Móstoles Sur                              | 11355 Granada-Est. Móstoles El Soto             | Arriva Madrid  |
| 498     | Arroyomolinos - Moraleja de Enmedio       | 11359 Av. Abogados Atocha-Est. Móstoles El Soto | Empresa Martín |
| 522     | Móstoles (por Pistas DGT)                 | 11359 Av. Abogados Atocha-Est. Móstoles El Soto | Empresa Martín |
| 541     | Villamanta - La Torre de Esteban Hambrán  | 11359 Av. Abogados Atocha-Est. Móstoles El Soto | Interbus       |
| 545     | Cenicientos - Sotillo de la Adrada        | 11359 Av. Abogados Atocha-Est. Móstoles El Soto | Interbus       |
| 546     | Rozas de Puerto Real - Casillas           | 11359 Av. Abogados Atocha-Est. Móstoles El Soto | Interbus       |
| 547     | Villa del Prado - Almorox - Aldea en Cabo | 11359 Av. Abogados Atocha-Est. Móstoles El Soto | Interbus       |
| 548     | Aldea del Fresno - Calalberche            | 11359 Av. Abogados Atocha-Est. Móstoles El Soto | Interbus       |
| 498     | Móstoles (Universidad Rey Juan Carlos)    | 11360 Av. Abogados Atocha-Est. Móstoles El Soto | Empresa Martín |
| 522     | Madrid (Príncipe Pío)                     | 11360 Av. Abogados Atocha-Est. Móstoles El Soto | Empresa Martín |
| 541     | Madrid (Plaza Elíptica)                   | 11360 Av. Abogados Atocha-Est. Móstoles El Soto | Interbus       |
| 545     | Madrid (Plaza Elíptica)                   | 11360 Av. Abogados Atocha-Est. Móstoles El Soto | Interbus       |
| 546     | Madrid (Plaza Elíptica)                   | 11360 Av. Abogados Atocha-Est. Móstoles El Soto | Interbus       |
| 547     | Madrid (Plaza Elíptica)                   | 11360 Av. Abogados Atocha-Est. Móstoles El Soto | Interbus       |
| 548     | Madrid (Plaza Elíptica)                   | 11360 Av. Abogados Atocha-Est. Móstoles El Soto | Interbus       |
| 526     | Fuenlabrada                               | 07394 Cº Obispo - C.C. Dos de Mayo              | Arriva Madrid  |
| 526     | Móstoles (por FF.CC.)                     | 09040 Avenida Olímpica - Centro Comercial       | Arriva Madrid  |